# Helena Rubinstein
Helena Rubinstein, ursprungligen Chaja Rubinstein, född 25 december 1872 i Kraków, död 1 april 1965 i New York, var en polsk-amerikansk industrialist, konstsamlare och filantrop. Hon grundade kosmetikföretaget Helena Rubinstein, Incorporated, som gjorde henne till en av världens rikaste kvinnor. 

## Biografi

### Tidigt liv

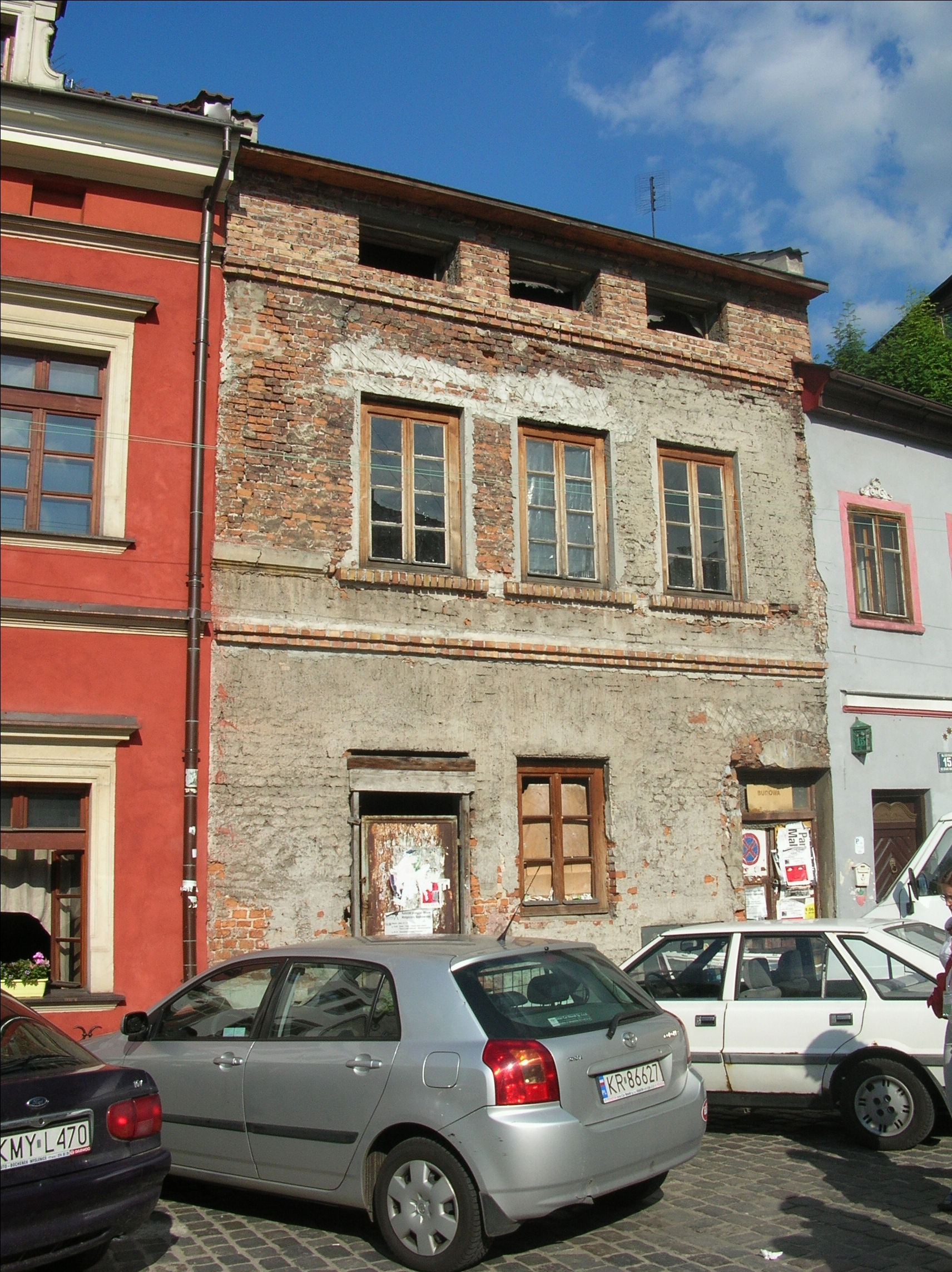
Helena Rubinstein föddes i detta hus i Kazimierz i Kraków

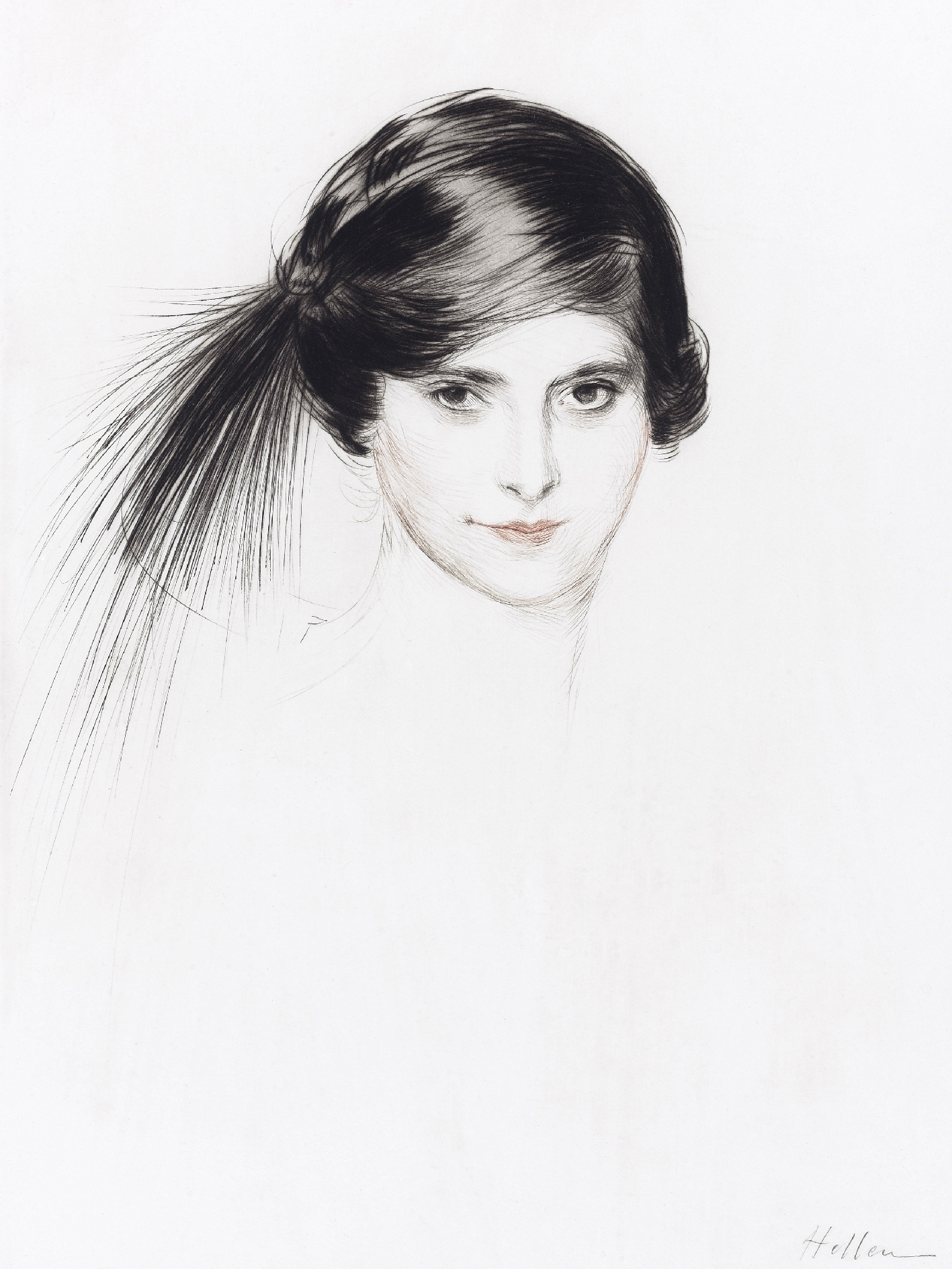
Målning av en ung Helena Rubinstein av konstnären Paul César Helleu, cirka 1908.

Rubinstein var äldst av åtta döttrar; fadern var affärsinnehavaren Naftali Herz Horace Rubinstein och modern Augusta Gitte (Gitel) Scheindel Silberfeld.
Hon studerade under en kort tid medicin i Schweiz, men flyttade 1902 till Australien där hon öppnade en affär ett år senare. Hon bytte även förnamn från Chaja till Helena. Hon blandade till salvor som hon påstod var importerade från Karpaterna. 
Den 147 centimeter långa Rubinstein expanderade snabbt sin verksamhet. 1908 övertog hennes syster Ceska affären i Melbourne då Helena flyttade till London med $100 000 för att starta en internationell affärsverksamhet. Kvinnor kunde inte få banklån på den här tiden, så det var hennes egna pengar som hon arbetat ihop.

### Äktenskap och barn
Hon gifte sig med den amerikanska journalisten Edward William Titus i London 1908. De fick två söner; Roy Valentine Titus (1909–1989) och Horace Titus (1912–-1958). Senare flyttade de till Paris, där hon öppnade en salong 1912. Hennes make hjälpte till publicitet, startade ett litet bokförlag och gav ut Lady Chatterleys älskare och anställde Samuel Putnam för att översätta Kikis memoarer. Hon höll överdådiga middagar och blev känd för sin humor.

### Flytt till USA
Då första världskriget bröt ut flyttade hon och Titus till New York, där hon öppnade en salong 1915, föregångaren till en landsomfattande kedja. Vid denna tid började rivaliteten mellan henne och Elizabeth Arden (1881–1966). Både Rubinstein och Arden kom från fattiga förhållanden och hade gjort en klassresa. Båda var mycket medvetna om betydelsen av effektiv marknadsföring med lyxiga förpackningar, kändisar och pseudovetenskap inom hudvård. 
1917 inledde Rubinstein tillverkning och grossistförsäljning av sina produkter.

### Skilsmässa och omgifte
1917 skilde hon sig från Titus på grund av gräl och hans otrohet. 1928 sålde hon den amerikanska verksamheten till Lehman Brothers för $7,3 miljoner vilket var en enorm summa under denna tid då inkomstskatt inte existerade. Efter depressionen köpte hon tillbaka de nästan värdelösa aktierna för mindre än $1 miljon och kunde så småningom öka dess värde kraftigt genom att etablera salonger och butiker i nästan ett dussin amerikanska städer. På hennes spa på 715 Fifth Avenue (där Escada ligger idag) fanns en restaurang, ett gymnasium och mattor av Joan Miró. Hon lät Salvador Dalí formge en puderdosa och måla ett porträtt av henne. 
1938 gifte hon sig med prins Artchil Gourielli-Tchkonia (1895–1955), som påstod sig vara en georgisk kunglighet. Han var 23 år yngre än hon. Hon uppkallade ett kosmetikamärke för män efter honom, vars kungliga rötter kan ha varit en bluff. Somliga menade att äktenskapet och att Rubinstein kallade sig prinsessan Gourielli var en reklamkupp.
Trots att hon var multimiljonär var hon sparsam men hon köpte moderiktiga kläder och värdefull konst och möbler. Hon grundade Helena Rubinstein Pavilion of Contemporary Art i Tel Aviv. År 1953 grundade hon Helena Rubinstein Foundation med uppgift att donera medel till organisationer specialiserade på hälsa, medicinsk forskning och rehabilitering samt till America-Israel Cultural Foundation och stipendier till israeler.